# Президентски избори в Република Македония (2014)
Редовните президентски избори в Република Македония се провеждат на 13 април 2014 година, с втори тур на 27 април същата година. Вторият тур съвпада с датата на предсрочните парламентарните избори, поради което двете кампании и избори са тясно преплетени. На изборите президентът Георге Иванов успява да спечели втори мандат, но опозицията не признава законността на процедурата и самите резултати.

## Кандидати и предизборна кампания
Основната албанска партия в Р. Македония Демократичен съюз за интеграция (ДСИ) продължително настоява за определяне на „консенсуален кандидат“ съвместно с ВМРО-ДПМНЕ, който да представлява двете основни етнически групи в страната. ДСИ счита, че досегашният президент Георге Иванов не е приемлив за такъв „консенсуален кандидат“. След отказа на ВМРО-ДПМНЕ от подобна формула, ДСИ не излъчва кандидат и на 27 февруари 2013 г. заявява бойкот на изборите. Нейните ходове са парирани от другата голяма албанска партия – Демократическа партия на албанците (ДПА), която заявява участие и издига свой кандидат в лицето на Илияз Халими.
Основните македонски партии продължително крият кандидатите си и ги оповестяват в последния възможен момент в края на февруари 2014 г. ВМРО-ДПМНЕ на 1 март 2014 г. провежда специална конвенция за избор на кандидат-президент и излъчва досегашния президент Георге Иванов, който получава 1099 гласа и надделява над другите кандидати – преподавателя Йове Кекеновски (124 гласа), юриста Ставре Джиков (10 гласа) и Борис Ночев (1 глас). В отговор СДСМ на 4 март 2014 г. излъчва за свой кандидат Стево Пендаровски.
Според изборното законодателство на РМ кандидатурите за президент могат да се предлагат само чрез подписи на 10 хиляди граждани, регистрирани в канцелариите на държавната изборна комисия, или чрез 30 народни представители. Кандидатите Стоянче Ангелов, председател на партията „Достойнство“, и политоложката проф. Биляна Ванковска не успяват да съберат необходимите 10 хиляди подписа и отпадат от изборния процес.
Така за участие в изборите са регистрирани само четири кандадати:
- Георге Иванов – кандидат на ВМРО-ДПМНЕ;
- Стево Пендаровски – кандидат на СДСМ;
- Зоран Поповски – кандидат на партията ГРОМ на Стевче Якимовски;
- Илияз Халими – кандидат на ДПА.

В избирателните списъци са записани 1 779 572 избиратели с право на глас.

## Резултати
В първия тур гласуват 869 547 души или 48,86% от избирателите. Въпреки значителната преднина на Георге Иванов се стига до втори тур, тъй като за избор в първия тур се изискват повече от 50 % от всички записани избиратели. Във втория тур гласуват 967 694 или 54,38% от избирателите, при което Георге Иванов получава повече гласове.
Официалните резултати са:
| Кандидат                   | Гласове I тур | Процент I тур | Гласове II тур | Процент II тур |
| -------------------------- | ------------- | ------------- | -------------- | -------------- |
| Георге Иванов (ВМРО-ДПМНЕ) | 449 442       | 51.69         | 534 910        | 55.28          |
| Стево Пендаровски (СДСМ)   | 326 164       | 37.51         | 398 077        | 41.14          |
| Илияз Халими (ДПА)         | 38 966        | 4.48          |                |                |
| Зоран Поповски (ГРОМ)      | 31.368        | 3.61          |                |                |
| – невалидни бюлетини       | 23.677        | 2.72          | 34.707         | 3.58           |

ЦИК потвърждава избора на Георге Иванов, който на 12 май 2014 г. встъпва в своя втори президентски мандат.
Опозицията около СДСМ не признава редовността на президентските и парламентарните избори и не присъства на церемонията по встъпването в длъжност на Иванов. Депутатите от албанската ДСИ също бойкотират събитието с обяснението, че тъй като Иванов не е „консенсуален кандидат“, то изборът „има легалитет, но няма легитимитет“.